# 시영
주 세종 시영(周世宗 柴榮, 921년 10월 27일(음력 9월 24일) ~ 959년 7월 27일(음력 6월 19일))은 오대 십국 시대 후주(後周)의 제2대 황제(재위 : 954년 ~ 959년)이다. 곽위의 양자가 되면서 곽영(郭榮)으로 부르기도 한다. 오대십국시대에서 제일의 명군으로 여겨진다. 절일은 천청절(天淸節)이다.

## 생애
조부는 시옹(柴翁)으로, 아버지는 시수례(柴守禮)이며, 곽위(郭威)의 황후 시씨의 남동생이다. 따라서 시영은 시황후의 조카가 된다. 황후 시씨는 태조 곽위와 함께 동향인 형주(邢州) 출신으로, 곽위의 즉위 전에 내조를 하여 그 패업을 도왔다고 한다. 시씨는 곽위의 즉위 전에 사망하여, 곽위가 즉위 후에 그녀의 죽음에 안타까워서 황후로 추증하였다.
시영은 어릴 시절에 곽위의 집에서 길러져 후진(後晉) 말기에 곽위의 양자가 되었다. 곽위가 권력을 장악하도록 시영도 도움을 주었고, 곽위가 후한의 추밀사, 천웅군절도사가 되면서 시영도 곽위 밑에서 천웅군의 총지휘관이 되어, 곽위가 후한 조정에 대하여 쿠데타를 일으키고, 개봉(開封)으로 침공했을 때에는 본거지인 위주(魏州)의 방위를 맡았다.곽위가 즉위 하여 후주를 건국하자, 단주(澶州) 절도사가 되었다.
곽위의 일족은 후한의 제2대 황제 은제 유승우에게 몰살당하고, 954년 곽위가 사망하여 후계자로 지명되어 즉위 하게 되었다.

## 즉위
그는 즉위 후 태조 곽위가 죽은 틈을 타서 북한(北漢)이 거란족의 원군을 받아 국경을 범했다. 양군은 고평(高平)에서 격돌하였는데, 초반에 후주군의 일부가 북한에 패퇴하여 후주군은 궁지에 빠졌다. 그러나 세종 시영이 고전하고 장군 조광윤이 분전하여 북한군을 되물리쳐 북한의 수도 타이위안(太原)을 포위했다. 그러나 그는 수도를 공격하지 않고 군사를 물렸다.
당시 절도사는 큰 군사력과 지배지에 대한 행정과 재정을 겸하였다, 때문에 그들은 곧 군벌화되었는데, 독립과 할거의 경향이 강하였으므로 오대십국시대에는 전란의 큰 원인이 되고 있었다. 또 후당 명종때에 금군으로서 시위사가 정비되고 있었지만, 역대 황제들은 금군을 우대하였기 때문에 포상이 없으면 싸우지 않는 병사가 많이 생겼으며, 따라서 군세를 재편성 할 때 늙은 병사를 해고하는 것 마저 곤란했다. 그래서 세종은 새롭게 전전군(殿前軍)을 편성하여 절도사의 부하 중에서 우수한 병사를 차출하여 전전군에 편입하였는데, 그 지휘권을 황제만이 가지도록 했다. 이렇게 하여 그는 절도사의 힘을 줄이는 것과 동시에 금군의 강화 및 황제 권력의 강화를 이룰 수 있었다.
또한 그는 폐불령을 내려 국토내 불가의 덕을 압제하였으므로 불교 신자들로부터 비판받았다. 그러나 앞서 발생되어왔던 불교 탄압은 불교와 세월이 흘러 이제는 불교와 사상적으로 대립하게 된 도교의 개입이 관여한 탄압이었던 반면에, 그의 불교 탄압은 국가적인 경제와 신민들의 사상적 통제를 하는 수단이었는데, 이는 세금과 병역 기피를 목적으로 한 출가나 사찰로 유입되는 개인들의 재산을 없애기 위한 실질적인 목적 아래 감행된 개혁이었다. 더 나아가 그는 구리의 사유화를 금지하는 법령을 반포하였다. 이것은 화폐를 주조하기 위하여 마련된 제도적 장치였다. 송나라의 경제는 농업의 발전이 인구증가와 산업의 발전을 가능케하였고, 이로 말미암아 국가는 통화되는 화폐의 양을 늘려야했는데, 오대 십국이 분열되어 소수였던 구리 생산지와 국가는 단절되었기 때문이었다. 이로써 증가한 세수와 폐불령을 통하여 몰수된 구리 불상이나 범종은 국방 비용에 충당되었다. 더불어 그는 한층 더 태조 곽위의 방침을 계승하여, 농업종사자들에 대한 조세의 경감 등 농촌의 부흥을 행하고자, 대주형통(大周刑統)이라고 하는 국법을 제정하였다.

## 중화 통일
이렇게 모은 재정을 바탕으로 세종 시영은 당나라 멸망 이후, 중화 통일을 목표로 하여 분주하였다. 955년, 처음에는 후촉을 공격하여 진주(秦州)를 비롯한 4주를 빼앗았다.
같은해 겨울부터 10국중에서 최강국인 남당을 공격한다. 남당도 격렬하게 저항하여, 이 전투는 3년에 걸치지만, 958년에 남당 황제는 항복하여, 화평 조건으로 남당의 장강 이북의 영토의 할양이나, 후주 황제 시영은 남당 황제에게 황제 호칭을 사용을 금하여, 국왕으로 호칭을 격하하는 조건을 결정하였다. 화북에서 장강에 이르는 지역은 중국에서 최대의 소금의 산지가 포함되어 있어 남당의 영토가 높은 경제력이 있기 때문에라고 해도 과언이 아니고, 후주가 남당의 영토 점령은 확실히 남당 정권의 존망을 결정권을 쥐고 있었다. 이후, 남당은 자국내의 소금의 공급을 조달하지 못하고, 반대로 후주로부터 매년 원조를 받게 된다.
남당을 복종한 세종 시영은 다음으로 북방의 군사 강국 요나라와 북한을 상대로 하여, 959년 연운 16주 가운데, 2개의 주를 탈취했다.
더욱 군대를 북상시키려고 유주로 들어가지만, 세종 시영은 이 행군으로 병에 걸리고 개봉으로 환도하고, 멀지 않아 사망하였다. 향년 39세였다.

## 사후
세종의 뒤를 이은 것은 어린 아들 시종훈이었다. 그러나 시종훈이 7세의 어린 아이라서, 군부의 수상한 움직임이 나왔다. 그 대표적인 인물이 세종 시영에 가장 신뢰 받은 장군 조광윤이었다. 군부의 추대를 받은 조광윤은 시종훈으로부터 선양을 받고 북송을 세운다.
살벌한 전란의 시대인 오대 십국 시대인지라 이제까지 전 왕조의 황제는 살해당하는 것이 대표적이였지만, 후주의 가신들 덕분에 시종훈과 시씨 가문은 남송이 멸망할 때까지 실로 400년간, 송나라 조정에 의해서 우대 받았다.

## 존호, 시호, 묘호, 능호
묘호는 세종(世宗). 시호는 예무효문황제(睿武孝文皇帝)이며, 능호는 경릉(慶陵)이다.

## 가족관계

### 후비
| 봉호       | 시호               | 이름(성씨) | 별칭                                             | 재위년도      | 생몰년도      | 비고                      |
| ---------- | ------------------ | ---------- | ------------------------------------------------ | ------------- | ------------- | ------------------------- |
| 현군(縣君) | 정혜황후(貞惠皇后) | 유씨(劉氏) | 팽성군부인(彭城郡夫人) 팽성현군(彭城縣君)        | (추존)        | ? ~ 951년     | 세종 즉위 후 황후로 추존. |
| 황후(皇后) | 선의황후(宣懿皇后) | 부씨(符氏) |                                                  | 954년 ~ 956년 | 931년 ~ 956년 |                           |
| 황후(皇后) |                    | 부씨(符氏) | 황태후(皇太后) 주태후(周太后) 옥청선사(玉淸仙師) | 959년         | 933년 ~ 993년 | 선의황후의 동생.          |

### 황자
| - | 봉호       | 시호 | 이름                          | 생몰년도      | 생모 | 별칭           | 비고                   |
| - | ---------- | ---- | ----------------------------- | ------------- | ---- | -------------- | ---------------------- |
| 1 | 월왕(越王) |      | 시의가(柴宜哥) 시의(柴誼)     | ? ~ 950년     |      |                |                        |
| 2 | 오왕(吳王) |      | 시성(柴誠)                    | ? ~ 950년     |      |                |                        |
| 3 | 한왕(韓王) |      | 시함(柴諴)                    | ? ~ 950년     |      |                |                        |
| 4 | 양왕(梁王) |      | 시종훈(柴宗訓)                | 953년 ~ 973년 |      |                | 제3대 황제 공제(恭帝). |
| 5 | 조왕(曹王) |      | 시종양(柴宗讓) 시희양(柴熙讓) |               |      | 연국공(燕國公) |                        |
| 6 | 기왕(紀王) |      | 시희근(柴熙謹)                | ? ~ 964년     |      |                |                        |
| 7 | 기왕(蘄王) |      | 시희회(柴熙誨)                |               |      |                |                        |

## 기년
| 세종        | 원년            | 2년        | 3년        | 4년        | 5년        | 6년        |
| ----------- | --------------- | ---------- | ---------- | ---------- | ---------- | ---------- |
| 서력 (西曆) | 954년           | 955년      | 956년      | 957년      | 958년      | 959년      |
| 간지 (干支) | 갑인(甲寅)      | 을묘(乙卯) | 병진(丙辰) | 정사(丁巳) | 무오(戊午) | 기미(己未) |
| 연호 (年號) | 현덕(顯德) 원년 | 2년        | 3년        | 4년        | 5년        | 6년        |

| 전 임 태조 곽위 | 제2대 후주의 황제 954년 2월 26일 ~ 959년 7월 27일 | 후 임 공제 시종훈 |